# Vicente Pozuelo Escudero
Vicente Pozuelo Escudero (Melilla, 1918  Madrid, 1997) était un médecin endocrinologue espagnol.
À l’éclatement de la Guerre civile en juillet 1936, Pozuelo, alors étudiant en médecine et membre de la Phalange, se trouvait à Madrid, mais parvint à franchir les lignes et prit part aux combats aux côtés des troupes nationalistes. Le conflit terminé, il obtint son doctorat et entama une carrière de clinicien, chercheur et enseignant universitaire. En août 1974, il fut appelé au chevet de Franco, atteint d’une thrombose veineuse profonde et fort diminué, et eut tôt fait de le requinquer, en combinant thérapie médicale et approche psychologique, cette dernière consistant à inciter le Caudillo à raconter ses souvenirs de jeunesse et à dicter ses mémoires — cependant l’épouse de Franco, Carmen Polo, coupa court à l’opération.
Pozuelo est l’auteur de plusieurs ouvrages, dont une monographie sur son maître, le docteur Gregorio Marañón, et (en 1980) un compte rendu de ses dialogues avec Franco, complété d’une transcription partielle des souvenirs enregistrés de celui-ci.

## Vie et parcours professionnel
Natif de Melilla, au Maroc, Vicente Pozuelo Escudero se trouvait en deuxième année de médecine lorsqu’éclata la Guerre civile en juillet 1936. Il était alors étudiant phalangiste de Première Ligne de la 4e Centurie de Madrid. Après avoir été enrôlé dans la 220e brigade d’El Campesino, il réussit à passer dans la zone nationaliste par le front de Teruel, à Luco de Bordón.
Arrivé à Burgos, et s’étant présenté comme volontaire dans les Banderas de Castilla (bataillons de Castille)  de la Phalange, c’est au sein de la 2e Bandera qu’il rejoignit le front du Jarama ; c’est aussi dans ce même bataillon que furent tués son frère et quelques-uns de ses amis et camarades. Ensuite, il intégra l’Académie des sous-officiers provisoires (Academia de Alféreces Provisionales), dont il sortit officier, gardant ce rang jusqu’à la fin du conflit. Il acheva son cursus médical à l’université de Madrid et obtint son doctorat en 1943. Il se spécialisa en endocrinologie et en science de la nutrition.
Vicente Pozuelo travailla comme professeur adjoint à la chaire d’endocrinologie de Gregorio Marañón et fut nommé (sur concours) chef de clinique et professeur à l’Hôpital provincial de Madrid (actuel Hospital General y de la Pasión). Il enseigna comme professeur invité dans les universités de Córdoba et de Mendoza en Argentine, et à l’université de Guadalajara, au Mexique. Il était membre d’honneur des Sociétés d’endocrinologie du Portugal, du Chili, du Brésil, d’Équateur, de Colombie et d’Argentine, et membre correspondant étranger de la Société française d’endocrinologie de Paris. Un doctorat honoris causa lui fut octroyé par l’université Federico Villarreal de Lima. Il fonda et dirigea les Cours internationaux d’endocrinologie clinique.
Vicente Pozuelo est l’auteur de plus de 500 communications et conférences scientifiques, en plus des ouvrages Marañón y su obra en la Medicina (1963), Primer Curso Internacional de Endocrinología Clínica (1963), Los últimos 476 días de Franco (1980), et La Medicina y el desamor (1993), ce dernier reproduisant son discours d’entrée à l’Académie royale des médecins.
Il avait épousé Consuelo de Ortueta Martínez, mais le couple resta sans enfant. Vicente Pozuelo décéda dans le sanatorium de La Milagrosa à Madrid le 30 août 1997, à l’âge de 78 ans.

### Médecin personnel de Francisco Franco
Début juillet 1974, Francisco Franco, alors âgé de 81 ans, était atteint d’une thrombophlébite ilio-fémorale qui, selon celui qui avait été jusque-là le médecin personnel du Caudillo, le docteur Vicente Gil, nécessitait une hospitalisation. Le 19 juillet, souffrant en outre d’une hémorragie gastrique, et incapable désormais d’exercer ses fonctions, Franco délégua provisoirement ses pouvoirs à son successeur désigné, le roi Juan Carlos. Depuis le 20 juillet, ce dernier était donc chef d’État en exercice.
Peu après, Vicente Gil, familièrement appelé Vicentón, fut remplacé par le docteur Pozuelo, après un incident survenu le 19 juillet, où le beau-fils de Franco, le marquis de Villaverde, avait tenté d’empêcher le transfert des fonctions de Franco à Juan Carlos et où il avait été vivement rabroué et poussé de côté par Gil,. Villaverde exigea auprès de sa famille d’être dédommagé de cette humiliation par le limogeage de Gil, avec l’argument que Franco devait être suivi par un spécialiste. Carmen Polo préférant mettre entre parenthèses son inimitié pour Villaverde, au nom de l’unité de la famille, nécessaire en ces circonstances, consentit à ce que Gil soit évincé au profit de Pozuelo. Celui-ci avait auparavant, en tant que médecin personnel de la préceptrice anglaise de leurs enfants, fait bonne impression sur les Villaverde. Gil fut récompensé de ses services, après près de 40 années de dévouement au Caudillo, par le don d’un poste de télévision en couleurs,.
Pozuelo commença par réduire le dosage des anticoagulants, qui avaient été prescrits pour lutter contre la thrombophlébite, mais avaient pu être à l’origine de l’hémorragie gastrique, et instaura un nouveau traitement. À la surprise de beaucoup, l’état de Franco s’améliora promptement et le Caudillo put quitter l’hôpital le 30 juillet. Aussitôt que guéri, il courut assister au Conseil des ministres, dont Juan Carlos, comme chef d’État intérimaire, assurait la présidence, puis, suffisamment récupéré, s’en alla se reposer tout le mois d’août 1974 au manoir Pazo de Meirás, dans sa région natale de Galice,.
Là-bas, il fut pris en main par une nouvelle équipe de médecins réunie autour de Pozuelo et dont Villaverde avait déterminé la composition. Pozuelo semblait considérer que le problème de Franco était avant tout d’ordre psychologique et s’appliqua à trouver en lui les ressorts qui lui redonneraient la volonté de vivre. Il le faisait marcher sur l’air de la Légion, et l’invita à raconter sa jeunesse, c’est-à-dire ses campagnes militaires au Maroc, approche qui se révéla immédiatement efficace. Toujours en manière de thérapie, Pozuelo eut aussi l’idée d’inciter le vieux Franco à dicter ses mémoires. Pendant quelques semaines, il s’efforça d’en convaincre le Caudillo, et dans un premier temps, Franco accéda à cette requête. Pozuelo enregistra les conversations à l’aide d’un dictaphone, après quoi son épouse les transcrivait à la machine à écrire,. Dans ce tête-à-tête avec son médecin, Franco qui jusque-là avait fort peu parlé de lui et s’était toujours composé un personnage mi-sentencieux, mi-emphatique, s’abandonna au plaisir de se raconter. L’historienne Andrée Bachoud note que « ses confidences au jour le jour montrent effectivement qu’il demeure bien le légionnaire que Pozuelo a immédiatement perçu, et qu’il continue à tout voir et à tout interpréter à travers le prisme de ses convictions militaires auxquelles sa compréhension du monde se réduit ». Dans ce récit, qui ne court que jusqu’à l’année 1921, Franco parle également de son enfance à Ferrol, de sa famille (mais guère de son père), de sa scolarité à Ferrol, et de sa formation militaire à l’Académie de Tolède, mais sans évoquer le caractère obsolète des enseignements dispensés dans cette Académie, et sans rien révéler non plus de ses lectures, à part une allusion à Cervantes. Malheureusement, pour des raisons obscures mais peut-être liées, dans le chef de Carmen Polo, à l’affirmation d’une propriété exclusive sur la personne et l’esprit de son époux, l’opération fut interrompue. Franco, invoquant pour sa part le manque de temps, abandonna donc le projet, encore que Pozuelo ait continué à enregistrer les dialogues sur bande magnétique.
Au milieu de l’automne, Franco, étonnamment ragaillardi, annonça le 2 septembre qu’il reprenait le pouvoir. Il accorda en une seule matinée jusqu’à une douzaine d’audiences personnelles, et le 24 novembre s’adonnait à nouveau à son passe-temps favori, la chasse, même s’il prit alors froid et dut garder la chambre le lendemain.
En octobre 1974, Pozuelo découvrit que la phlébothrombose de juillet avait été causée par un abcès nécrosé occulte niché sous une callosité d’un doigt de pied. Il recommanda à Franco de renoncer à ses inséparables bottes militaires et d’en choisir d’autres de taille supérieure. Pozuelo parvint aussi, à force d’exercice, à renforcer la voix du Caudillo. Pozuelo avait par ailleurs pris l’habitude de rédiger des bulletins médicaux précis et circonstanciés sur l’état de santé de Franco, ce qui déconcerta l’entourage du Caudillo. De façon générale, Pozuelo se révéla être un médecin compétent et judicieux, de bonne éducation, et perspicace quant à ses rapports avec la famille et avec l’équipe de Franco. Il a consacré un ouvrage, intitulé Los últimos 476 días de Franco (littér. Les 476 derniers jours de Franco), à consigner ses expériences avec Franco et à reproduire une partie des souvenirs de jeunesse de celui-ci.